# Olympische Geschichte Bruneis
| Gelbes Symbol für Goldmedaillen mit stilisierten Olympischen Ringen | Graues Symbol für Silbermedaillen mit stilisierten Olympischen Ringen | Braundes Symbol für Bronzemedaillen mit stilisierten Olympischen Ringen |
| ------------------------------------------------------------------- | --------------------------------------------------------------------- | ----------------------------------------------------------------------- |
| —                                                                   | —                                                                     | —                                                                       |

Brunei, dessen NOK, das Brunei Darussalam National Olympic Council, 1984 gegründet wurde, nimmt seit 1996 aktiv an Olympischen Sommerspielen teil. Zu Winterspielen wurden bislang keine Athleten geschickt. Jugendliche Sportler nahmen an den beiden bislang ausgetragenen Jugend-Sommerspielen teil.

## Übersicht

### Sommerspiele
Schon 1988 in Seoul war Brunei vertreten, jedoch nahmen keine aktiven Sportler teil. Das Sultanat, das unter der Bezeichnung Brunei Darussalam dabei war, wurde durch einen Funktionär repräsentiert. Erst 1996 in Atlanta waren aktive Athleten dabei. Der erste Olympionike des Landes war am 26. Juli 1996 der Sportschütze Abdul Hakeem Jefri Bolkiah. Das Mitglied des Herrscherhauses Bruneis war der einzige Athlet in Atlanta. 2000 in Sydney ging erstmals ein Leichtathlet an den Start. 
2008 verpasste das NOK Bruneis die Meldefrist für die zwei nominierten Athleten und konnte daher in Peking nicht antreten. Mit der Sprinterin Maziah Mahusin, die auch als Flaggenträgerin bei der Eröffnungsfeier dabei war, nahm am 3. August 2012 in London erstmals eine Frau aus dem Sultanat bei Olympischen Spielen teil. Dies geschah auf Druck des IOC, da Brunei neben Saudi-Arabien und Katar zu dem Zeitpunkt eines von drei Ländern war, die noch nie Frauen zu Olympischen Spielen geschickt hatten. In London ging auch erstmals ein Schwimmer des Landes an den Start, 2016 in Rio de Janeiro erstmals ein Badmintonspieler.

### Jugendspiele
Drei jugendliche Sportler, ein Junge und zwei Mädchen, gingen bei der ersten Austragung von Olympischen Jugend-Sommerspielen 2010 in Singapur im Schwimmen und in der Leichtathletik an den Start.
2014 in Nanjing nahmen wieder drei Athleten, zwei Jungen und ein Mädchen, teil. Sie traten in der Leichtathletik und im Fechten an.

## Übersicht der Teilnehmer

### Sommerspiele
| Jahr      | Athleten                                             | Athleten                                             | Athleten                                             | Sportarten                                           | Sportarten                                           | Sportarten                                           | Sportarten                                           | Medaillen                                            | Medaillen                                            | Medaillen                                            | Medaillen                                            | Medaillen                                            |
| Jahr      | Ges.                                                 |                                                      |                                                      | Badminton                                            | Athletics                                            | Schießen                                             | Schwimmen                                            |                                                      |                                                      |                                                      | Medaillen – Gesamt                                   | Rang                                                 |
| --------- | ---------------------------------------------------- | ---------------------------------------------------- | ---------------------------------------------------- | ---------------------------------------------------- | ---------------------------------------------------- | ---------------------------------------------------- | ---------------------------------------------------- | ---------------------------------------------------- | ---------------------------------------------------- | ---------------------------------------------------- | ---------------------------------------------------- | ---------------------------------------------------- |
| 1896–1984 | nicht teilgenommen                                   | nicht teilgenommen                                   | nicht teilgenommen                                   | nicht teilgenommen                                   | nicht teilgenommen                                   | nicht teilgenommen                                   | nicht teilgenommen                                   | nicht teilgenommen                                   | nicht teilgenommen                                   | nicht teilgenommen                                   | nicht teilgenommen                                   | nicht teilgenommen                                   |
| 1988      | keine Athleten, nur durch einen Funktionär vertreten | keine Athleten, nur durch einen Funktionär vertreten | keine Athleten, nur durch einen Funktionär vertreten | keine Athleten, nur durch einen Funktionär vertreten | keine Athleten, nur durch einen Funktionär vertreten | keine Athleten, nur durch einen Funktionär vertreten | keine Athleten, nur durch einen Funktionär vertreten | keine Athleten, nur durch einen Funktionär vertreten | keine Athleten, nur durch einen Funktionär vertreten | keine Athleten, nur durch einen Funktionär vertreten | keine Athleten, nur durch einen Funktionär vertreten | keine Athleten, nur durch einen Funktionär vertreten |
| 1992      | nicht teilgenommen                                   | nicht teilgenommen                                   | nicht teilgenommen                                   | nicht teilgenommen                                   | nicht teilgenommen                                   | nicht teilgenommen                                   | nicht teilgenommen                                   | nicht teilgenommen                                   | nicht teilgenommen                                   | nicht teilgenommen                                   | nicht teilgenommen                                   | nicht teilgenommen                                   |
| 1996      | 1                                                    | 1                                                    | 0                                                    |                                                      |                                                      | 1                                                    |                                                      | –                                                    | –                                                    | –                                                    | –                                                    |                                                      |
| 2000      | 2                                                    | 2                                                    | 0                                                    |                                                      | 1                                                    | 1                                                    |                                                      | –                                                    | –                                                    | –                                                    | –                                                    |                                                      |
| 2004      | 1                                                    | 1                                                    | 0                                                    |                                                      | 1                                                    |                                                      |                                                      | –                                                    | –                                                    | –                                                    | –                                                    |                                                      |
| 2008      | nicht teilgenommen                                   | nicht teilgenommen                                   | nicht teilgenommen                                   | nicht teilgenommen                                   | nicht teilgenommen                                   | nicht teilgenommen                                   | nicht teilgenommen                                   | nicht teilgenommen                                   | nicht teilgenommen                                   | nicht teilgenommen                                   | nicht teilgenommen                                   | nicht teilgenommen                                   |
| 2012      | 3                                                    | 2                                                    | 1                                                    |                                                      |                                                      |                                                      |                                                      | –                                                    | –                                                    | –                                                    | –                                                    |                                                      |
| 2016      | 3                                                    | 2                                                    | 1                                                    | 1                                                    | 2                                                    |                                                      |                                                      | –                                                    | –                                                    | –                                                    | –                                                    |                                                      |
| 2020      | 2                                                    | 2                                                    | 0                                                    |                                                      | 1                                                    |                                                      | 1                                                    | –                                                    | –                                                    | –                                                    | –                                                    |                                                      |
| Gesamt    | Gesamt                                               | Gesamt                                               | Gesamt                                               | Gesamt                                               | Gesamt                                               | Gesamt                                               | Gesamt                                               | 0                                                    | 0                                                    | 0                                                    | 0                                                    | –                                                    |

### Winterspiele
| Jahr      | Athleten           | Athleten           | Athleten           | Medaillen          | Medaillen          | Medaillen          | Medaillen          | Medaillen          |
| Jahr      | Ges.               |                    |                    |                    |                    |                    | Medaillen – Gesamt | Rang               |
| --------- | ------------------ | ------------------ | ------------------ | ------------------ | ------------------ | ------------------ | ------------------ | ------------------ |
| 1924–2018 | nicht teilgenommen | nicht teilgenommen | nicht teilgenommen | nicht teilgenommen | nicht teilgenommen | nicht teilgenommen | nicht teilgenommen | nicht teilgenommen |
| Gesamt    | Gesamt             | Gesamt             | Gesamt             | 0                  | 0                  | 0                  | 0                  | –                  |

### Sommer-Jugendspiele
| Jahr   | Athleten | Athleten | Athleten | Sportarten | Sportarten | Sportarten | Medaillen | Medaillen | Medaillen | Medaillen          | Medaillen |
| Jahr   | Ges.     |          |          |            | Athletics  | Schwimmen  |           |           |           | Medaillen – Gesamt | Rang      |
| ------ | -------- | -------- | -------- | ---------- | ---------- | ---------- | --------- | --------- | --------- | ------------------ | --------- |
| 2010   | 3        | 1        | 2        |            | 1          | 2          | –         | –         | –         | –                  |           |
| 2014   | 3        | 2        | 1        | 1          | 2          |            | –         | –         | –         | –                  |           |
| 2018   | 3        | 1        | 2        |            | 1          | 2          | –         | –         | –         | –                  |           |
| Gesamt | Gesamt   | Gesamt   | Gesamt   | Gesamt     | Gesamt     | Gesamt     | 0         | 0         | 0         | 0                  | –         |

### Winter-Jugendspiele
| Jahr      | Athleten           | Athleten           | Athleten           | Medaillen          | Medaillen          | Medaillen          | Medaillen          | Medaillen          |
| Jahr      | Ges.               |                    |                    |                    |                    |                    | Medaillen – Gesamt | Rang               |
| --------- | ------------------ | ------------------ | ------------------ | ------------------ | ------------------ | ------------------ | ------------------ | ------------------ |
| 2012–2020 | nicht teilgenommen | nicht teilgenommen | nicht teilgenommen | nicht teilgenommen | nicht teilgenommen | nicht teilgenommen | nicht teilgenommen | nicht teilgenommen |
| Gesamt    | Gesamt             | Gesamt             | Gesamt             | 0                  | 0                  | 0                  | 0                  | –                  |

## Medaillengewinner

### Goldmedaillen
Bislang keine Medaillengewinner

### Silbermedaillen
Bislang keine Medaillengewinner

### Bronzemedaillen
Bislang keine Medaillengewinner